# 시라누카역
시라누카역(일본어: 白糠駅 )은 일본 홋카이도 시라누카 군 시라누카정에 있는 홋카이도 여객철도 네무로 본선의 역이다. 역 번호는 K47이며, 단선 · 섬식의 형태를 합친 복합 구조의 철도 역사이다.

## 타는 곳
| 1 | ■ 네무로 본선 | (상행) | 오비히로 · 신토쿠 · 타키카와 방면 |                     |
| 2 | ■ 네무로 본선 | (하행) | 구시로 방면                       |                     |
| 3 | ■ 네무로 본선 | (하행) | 구시로 방면                       | (대피 · 이 역 시발) |
| 3 | ■ 네무로 본선 | (상행) | 온베쓰 방면                       | (대피 열차)         |

## 역 주변
- 국도 제38호선 · 국도 제392호선
- 시라누카 정청
- 홋카이도 은행 · 구시로 신용금고 시라누카 지점
- 시라누카 항
- 시라누카 어업 협동조합

## 인접 정차역
| 홋카이도 여객철도 네무로 본선 | 홋카이도 여객철도 네무로 본선 | 홋카이도 여객철도 네무로 본선 |
| ----------------------------- | ----------------------------- | ----------------------------- |
| K45 온베쓰 신토쿠 방면        | 네무로 본선                   | 니시쇼로 K48 구시로 방면      |